# Carter Harrison, Sr.
Pour les articles homonymes, voir Carter Harrison et Harrison.
Carter Henry Harrison III (né le 15 février 1825 à Lexington au Kentucky - mort le 28 octobre 1893 à Chicago dans l'Illinois) est un homme politique américain, membre du Parti démocrate. Harrison est maire de Chicago de 1879 à 1887 et en 1893. Il est assassiné le 28 octobre 1893 au cours de son second mandat de maire,.
Il a auparavant servi deux mandats à la Chambre des représentants des États-Unis. Harrison est le cousin du président William Henry Harrison, dont le petit-fils, Benjamin Harrison, a également été président quelques mois avant l'assassinat de Harrison.
Harrison est maire au moment du massacre de Haymarket Square qui survient le 4 mai 1886, et lors de l'exposition universelle de 1893 (World's Columbian Exposition) qui est organisée à Jackson Park pour célébrer le 400e anniversaire de l’arrivée de l’explorateur Christophe Colomb dans le Nouveau Monde.
Il est par la suite élu pour un cinquième mandat en 1893, mais est assassiné avant de finir son mandat. Il est remplacé par le maire par intérim George Bell Swift.
Son fils, Carter Harrison, Jr. est également maire de Chicago.

## Biographie
Né le 15 février 1825 à Lexington au Kentucky, de Carter Henry Harrison II et de Caroline Russell, il n'a que quelques mois lorsque son père meurt. La famille de Harrison a une longue lignée du Sud, remontant au début de la Virginie coloniale.
Harrison est éduqué par des tuteurs privés et est diplômé de l'université Yale à New Haven en 1845 en tant que membre de la société secrète de Scroll and Key. Après avoir obtenu son diplôme, il voyage et étudie en Europe de 1851 à 1853 avant d'entrer à l'université Transylvania de Lexington, où il obtient un diplôme en droit en 1855. Harrison est admis au barreau en 1855 et commence à exercer à Chicago. En 1855, lui et sa famille viennent à Chicago parce qu'il y voit une terre d'opportunités. À l'époque, il a hérité de la plantation du Kentucky qu'il a revendu par la suite. Harrison investit dans l'immobilier à Chicago et devient millionnaire.
Après le Grand incendie de Chicago qui détruit un tiers de la ville en 1871, il s'engage en politique. L'un de ses premiers actes en politique est de convaincre Joseph Medill de se présenter à la mairie en 1871. Plus tard, Harrison convoite l'hôtel de ville de Chicago et au cours de sa propre campagne aux élections municipales, Medill, propriétaire et éditorialiste au Chicago Tribune, devient son rival politique.
Harrison mène une campagne infructueuse en 1872 pour l'élection au 43e Congrès des États-Unis. De 1874 à 1876, il sert un mandat en tant que membre du conseil des commissaires du comté de Cook (Cook County Board of Commissioner).
En 1855, Harrison épouse sa première femme, Sophie Preston. Ensemble, ils ont dix enfants, dont six sont morts en bas âge. Sophie meurt en Europe en 1876. Après être devenu veuf, Harrison épouse Margarette (ou Margaret) E. Stearns en 1882. Il est de nouveau veuf après son décès en 1887.
Au moment de son assassinat, Harrison est fiancé à une jeune héritière de La Nouvelle-Orléans nommée Annie Howard, fille de l'organisateur de la Louisiana State Lottery Company, Charles T. Howard, qui possède une fortune estimée à environ 3 000 000 dollars (95 millions de dollars d'aujourd'hui).

## Carrière politique

### Chambre des représentants (1875-1879)

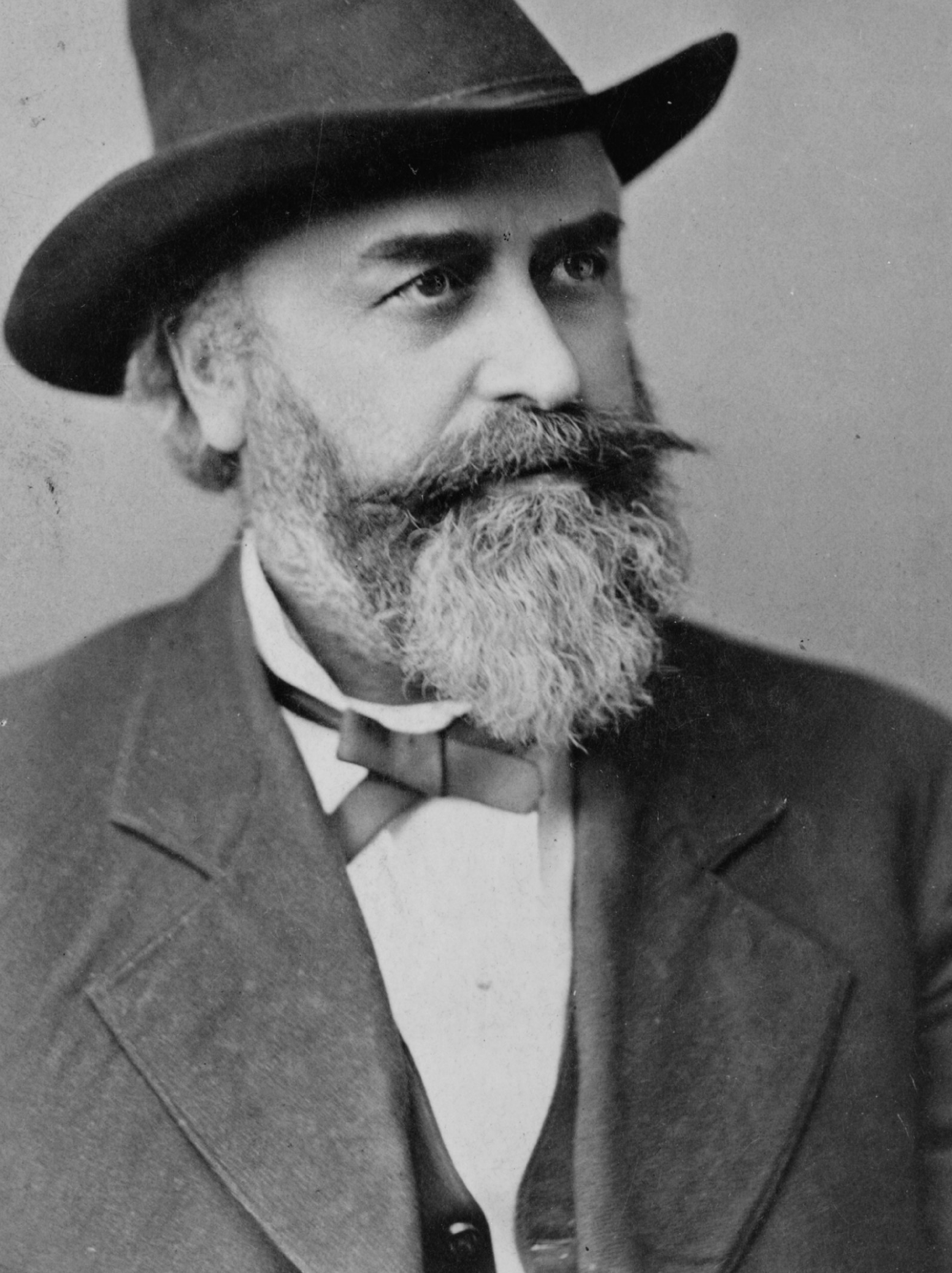
Harrison en 1876.

Harrison sert deux mandats à la Chambre des représentants des États-Unis. En 1874, Harrison est élu membre démocrate au 44e Congrès des États-Unis, puis réélu en 1876 au 45e Congrès des États-Unis.
Un scandale se produit lors de son deuxième mandat au Congrès lorsque, en tant que président de la commission sur la réforme de la fonction publique, Harrison a fait passer le paiement de prestations à quatre vétérans autoproclamés de l'armée de l'Union prétendant être handicapés par des blessures de guerre malgré le fait que leurs réclamations avaient précédemment été rejetées. Aucune de ces personnes n'avait réellement fait de service actif et aucune d'entre elles n'avait subi de blessures graves.
Pendant son temps au congrès, il est remarqué pour son « aura flamboyante ». En 1878, Harrison est battu pour sa réélection au Congrès.

### Maire de Chicago (1879-1887)
Au cours de sa première administration au sein du gouvernement de Chicago, Harrison est élu maire de Chicago pour quatre mandats consécutifs de deux ans (en 1879, 1881, 1883 et 1885). Pendant son mandat de maire, il dépasse la durée de son prédécesseur Monroe Heath en tant que maire le plus ancien de Chicago à cette époque.
Après avoir fait campagne en 1879 avec un aigle de compagnie, il est affectueusement surnommé « l'Aigle ». Il prête serment pour son premier mandat le 28 avril 1879.
Au moment où il prend ses fonctions, Chicago compte 500 000 habitants. La ville est en plein développement urbain, avec une croissance démographique fulgurante. Harrison remarque plus tard que, lorsqu'il a pris ses fonctions de maire, « il n'y avait pas 15 kilomètres de rue pavée dans toute la ville » (à l'époque, la ville de Chicago commençait à doter les rues de son centre en pavés pour permettre aux véhicules légers de se déplacer rapidement sans endommager leurs roues ou leurs essieux. DeWitt Clinton Cregier, l'ingénieur en chef du réseau d'eau de Chicago, puis le commissaire aux travaux publics de Chicago pendant la première administration de Harrison devient maire de la ville entre 1889 et 1891. Plusieurs bâtiments de grande hauteur sortent de terre dont le Home Insurance Building et le Montauk Building, tous deux considérés par les historiens comme étant les premiers « gratte-ciel » de l'histoire de l'architecture,,.
Longtemps partisan de sa ville d'adoption, Harrison est connu pour désigner Chicago comme « sa mariée ».

#### Émeutes de Haymarket Square

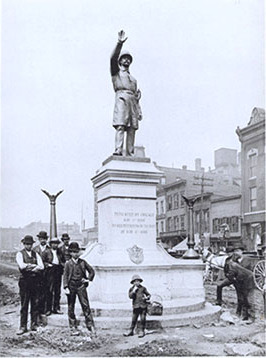
Mémorial en hommage aux huit policiers tués lors des émeutes de Haymarket Square (1889).

Durant son premier mandat ont lieu les émeutes de Haymarket Square, plus connues sous le nom de « Massacre de Haymarket Square ».
En 1886, les ouvriers des usines McCormick de Chicago réclament la journée de huit heures et organisent une grève générale. Les dépêches qui arrivent en provenance des États-Unis font état d’une forte mobilisation. À la fin du rassemblement, la police charge la foule qui se disperse, faisant un mort et une dizaine de blessés. Le militant anarchiste August Spies appelle à un rassemblement contre les violences policières trois jours plus tard, le 4 mai, à Haymarket Square.
Le 4 mai 1886, une bombe est lancée sur des officiers de la police de Chicago (tuant huit policiers dont sept sur le coup) en marge d’un meeting ouvrier à Chicago. Après l’attentat, sept hommes sont arrêtés et accusés des meurtres de Haymarket. August Spies, George Engel, Adolph Fischer, Louis Lingg, Michael Schwab, Oscar Neebe et Samuel Fielden. Un huitième nom s'ajoute à la liste quand Albert Parsons se livre à la police. Les huit militants anarchistes sont condamnés à mort.
En hommage à cet événement, le 1er mai devient la journée internationale des travailleurs..

### Maire de Chicago (1893)
Le maire républicain Hempstead Washburne (en fonction depuis 1891) ne s'étant pas représenté aux élections municipales de 1893, c'est Harrison qui réélu maire de Chicago, à temps pour l'Exposition universelle de 1893 qui se tenait dans la ville.
Harrison prête serment pour son cinquième mandat non consécutif le 17 avril 1893. Avec l'exposition universelle, Harrison a le désir de montrer au monde le "vrai" Chicago et de faire briller la ville à l'international. Pour ce faire, il nomma John Coughlin, conseiller municipal, pour siéger au comité d'accueil.
L'exposition de 1893, aussi connue comme la World's Columbian Exposition ou encore la foire mondiale de Chicago, se tient du 1er mai 1893 au 30 octobre 1893 à Jackson Park. Elle a lieu pour célébrer le 400e anniversaire de l’arrivée de l’explorateur Christophe Colomb dans le Nouveau Monde. Elle attire 27 millions de visiteurs.. Elle est en grande partie conçue par l'architecte et directeur des travaux Daniel Burnham et le paysagiste Frederick Law Olmsted.
Le mercredi 12 juillet 1893, Harrison fait son entrée à Jackson Park en arrivant à bord du Viking (un bateau viking amené à Chicago pour l'occasion).

## Assassinat

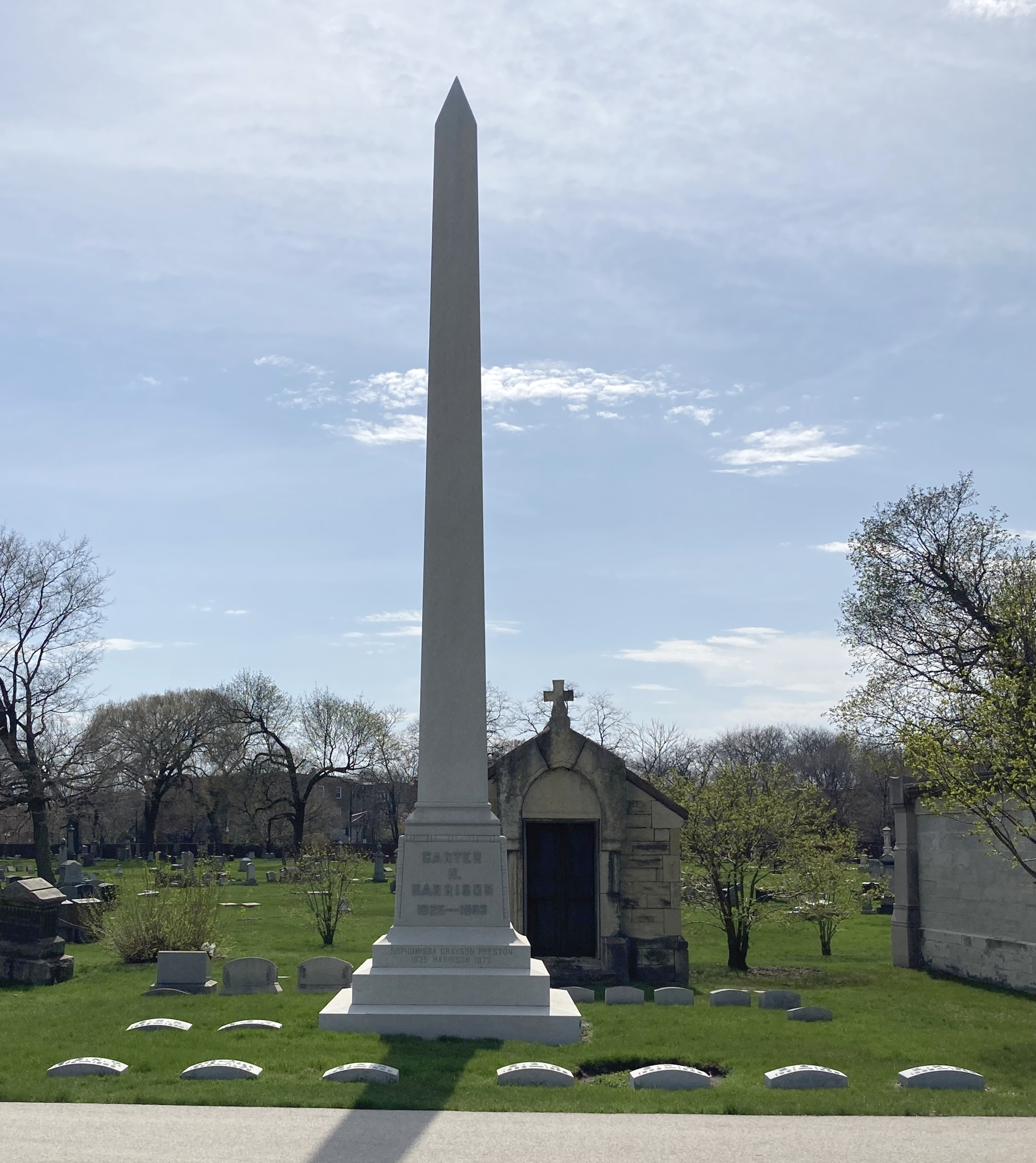
Sépulture de Carter Harrison, Sr. au cimetière de Graceland.

Le 28 octobre 1893, quelques mois après le début de son cinquième mandat et deux jours à peine avant la clôture de l'Exposition universelle de 1893, Harrison est assassiné par balle à son domicile par Patrick Eugene Prendergast, un demandeur d'emploi mécontent qui avait soutenu la réélection de Harrison avec l'illusion que ce dernier le récompenserait en le nommant à un poste au sein de son administration municipale.
Harrison est enterré au cimetière de Graceland à Chicago,. Une célébration prévue pour la clôture de l'exposition est annulée et remplacée par un grand service commémoratif public en hommage à Harrison. Prendergast est condamné à mort pour son crime et pendu le 13 juillet 1894.
Alors que Harrison est mort à une époque où les élites, les protestants et les républicains de toutes sortes ne l'aimaient pas beaucoup, il n'a jamais perdu ses principaux partisans des syndicats, des catholiques, des immigrés et de la classe ouvrière. Il est le premier maire de Chicago à être élu cinq fois ; finalement, son fils Carter Harrison, Jr. est également élu maire cinq fois.
La carrière et l'assassinat de Harrison sont étroitement liés à l'Exposition universelle de 1893 et sont longuement étayés en tant qu'intrigue secondaire des deux histoires principales (sur la foire et le tueur en série H. H. Holmes) dans le best-seller Le Diable dans la ville blanche d'Erik Larson sorti en 2003.

## Sources
- Andreas, A.T. History of Chicago: From the Earliest Period to the Present Time. A.T. Andreas, 1884–86.
- Dodge, Andrew R. and Betty K. Koed, editors. Biographical Directory of the United States Congress, 1774-2005: The Continental Congress, September 5, 1774, to October 21, 1788, and the Congress of the United States, from the First through the One Hundred Eighth Congresses, March 4, 1789, to January 3, 2005, Inclusive. U.S. G.P.O., 2005.
- Grossman, James R., Ann Durkin Keating and Janice L. Reiff, editors. Encyclopedia of Chicago. University of Chicago Press, 2004.
- Harrison is Killed. Chicago Daily Tribune, October 29, 1893, p. 1.
- Story of His Life. Chicago Daily Tribune, October 29, 1893, p. 3.